# Viburnum reticulatum
Viburnum reticulatum är en desmeknoppsväxtart som beskrevs av Hipólito Ruiz López, Amp; Pav. och Oerst.. Viburnum reticulatum ingår i släktet olvonsläktet, och familjen desmeknoppsväxter. Inga underarter finns listade i Catalogue of Life.